# سونیا کولینگ
سونیا کولینگ (تایلندی: ซอนย่า คูลลิ่ง؛ زادهٔ ۱۸ ژوئن ۱۹۷۴) هنرپیشه، مدل (شخص)، وی‌جی، مجری، رئیس تشریفات، تهیه‌کننده فیلم، تهیه‌کننده تلویزیونی، تهیه‌کننده اجرایی، چوگان‌باز، و سفیر اهل تایلند است.
از فیلم‌ها یا برنامه‌های تلویزیونی که وی در آن نقش داشته‌است می‌توان به علامت، فرمانده کلیدی و لارگو وینچ ۲ اشاره کرد.